# Убийствен пъзел 3
„Убийствен пъзел 3“ (на английски: Saw III) е третата част на ужасите/трилър Убийствен пъзел. Световната премиера на филма е на 27 октомври 2006 г. Режисьор на продукцията е Дарън Лин Баузмън, а сценаристи са Лий Уанел и Джеймс Уан.
Подзаглавия:
- Suffering? You haven't seen anything yet... (Страдание? Още нищо не сте видели...)
- This year, he's pulling out all the stops. (Тази година, той премахва всякакви забрани.)

## Участници
- Тобин Бел – Джон/Пъзела
- Шони Смит – Аманда
- Ангъс Макфайдън – Джеф
- Бахар Сумек – Лин
- Дони Уолбърг – Ерик Матюс
- Дина Майер – Кери
- Мпо Коахо – Тим
- Бари Флатман – Съдия Хелдън
- Джейн Люк – сестрата в спешното